# Santuari Virgen de la Estrella
El Santuari de la Verge de la Estrella es troba dins del municipi de Mosquerola, molt a prop dels municipis de Vilafranca i de Vistabella del Maestrat enmig de la Serra de Gúdar, entre les comarques del Maestrat aragonès, de Gúdar-Javalambre, de l'Alt Maestrat i de l'Alcalatén.

## Història
El territori de Mosquerola fou reconquerit el 1181 per Alfons II. La seva posició estratègica disposa que fou utilitzada per Jaume el Conqueridor per a la conquesta de l'Emirat de Balànsiya.
En el seu terme s'erigí el Castell del Majo, que estigué sota el domini musulmà fins al 1234. En continua disputa amb la localitat veïna de Vilafranca, el rei Alfons II, concedí a la vila el castell junt amb totes les terres limítrofs amb el Santuari. La comarca va gaudir d'un fur similar al de Daroca, fins que Pere IV la va incloure en la Comunitat de Terol.

## El santuari
Els orígens del santuari són al voltant del 1230 o 1240. Situat a 15 km de la població, té tres naus amb arcs formers i volta de canó recolzats sobre pilars i creuer, cobertes amb arc de canó amb llunets en la central, amb casquets d'esfera en els laterals, amb cúpula sobre petxines en el creuer i amb volta de canó sobre trompes en la capçalera, dues torres. Als peus de tres cossos amb sostre de perfil mixtilini; la portada té dos cossos, l'inferior, d'un ordre de columnes extenses estradies de capitells corrents amb porta de llinda, i el superior, de columnes salomòniques.